# Theodor Hagen
Theodor Joseph Hagen (né le 24 mai 1842 à Düsseldorf, mort le 12 février 1919 à Weimar) est un peintre prussien.

## Biographie
Theodor Hagen vient d'une famille de commerçants de Rhénanie. De 1863 à 1868, il étudie à l'académie des beaux-arts de Düsseldorf auprès d'Oswald Achenbach. En 1871, il devient professeur à l'école des beaux-arts de Weimar et succède à Max Schmidt pour la classe de peinture paysagiste. En 1874, il est titulaire. De 1876 à 1881, il en est le directeur mais arrête pour se consacrer à la peinture. Son élève le plus connu est Christian Rohlfs. Il a aussi pour élèves Franz Bunke, Rudolf Höckner (en), Paul Eduard Crodel, Joseph Rummelspacher (de), Carl Malchin (en), Peter Paul Draewing (de) et Alfred Heinsohn (de).
Hagen est l'un des fondateurs de l'impressionnisme allemand et de l'école de Weimar. Après beaucoup de variations lors des premières années, il découvre le réalisme français et la peinture sur le motif de l'école de Barbizon. Hagen fait souvent des voyages et peint d'une façon sobre. Grâce à son amitié avec Alfred Lichtwark, Hagen est en 1886 le premier directeur de la Kunsthalle de Hambourg et fait une série sur le port.
Le peintre participe à de nombreuses expositions collectives comme de l'académie des arts de Berlin, du Deutscher Künstlerbund ou au palais des glaces de Munich. Il est en 1893 de la Sécession de Munich, en 1902 de la Berliner Secession et en 1903 du Deutscher Künstlerbund.